# كورنيليوس كونواي فيلتون
كورنيليوس كونواي فيلتون (بالإنجليزية: Cornelius Conway Felton)‏ هو أستاذ جامعي ومترجم وكاتب أمريكي، ولد في 6 نوفمبر 1807 في ويست نيوبري ‏ في الولايات المتحدة، وتوفي في 26 فبراير 1862 في تشيستر في الولايات المتحدة.

## وصلات خارجية
- كورنيليوس كونواي فيلتون على موقع إن إن دي بي (الإنجليزية)